# Lune noire (astronomie)
 (février 2024).
Si vous disposez d'ouvrages ou d'articles de référence ou si vous connaissez des sites web de qualité traitant du thème abordé ici, merci de compléter l'article en donnant les références utiles à sa vérifiabilité et en les liant à la section « Notes et références ».
Pour les articles homonymes, voir Lune noire.
En astrologie, une lune noire désigne plusieurs phénomènes :
- l'absence de pleine lune dans un mois calendaire (ne peut se passer que lors du mois de février)[réf. nécessaire] ;
- la deuxième nouvelle lune d'un même mois[1].

Cette disparité des significations fait – ou provient du fait ? – que l'utilisation de ce terme reste aujourd'hui très anecdotique. Ce terme n'est pas scientifique et est principalement utilisé par certains médias afin de créer un effet sensationnaliste sur certaines nouvelles lunes. Il est un possible glissement du terme astrologique de lune noire dans le langage populaire.
Ce phénomène a donné naissance à de nombreux mythes et rites expiatoires[Lesquels ?] pour que la Lune revienne. Chez les Grecs, cette « disparition » était considérée comme l’épisode de l’union du Soleil et de la Lune[réf. souhaitée].